# Alfred Lansing
Alfred Lansing (21 de julio de 1921 - 1 de enero de 1975) fue un periodista y escritor estadounidense, conocido por su libro Endurance (1959), un relato detallado de las exploraciones antárticas de Ernest Shackleton.

## Biografía
Lansing era originario de Chicago, Illinois. Después de servir en la Marina de los Estados Unidos entre 1940 y 1946, donde recibió un Corazón Púrpura, se matriculó en el North Park College y más tarde en la Universidad de Northwestern, donde se especializó en periodismo. Hasta 1949 editó un periódico semanal en Illinois. A partir de entonces se unió a la editorial United Press y en 1952 se convirtió en escritor independiente.

### Endurance: Shackleton's Incredible Voyage
Lansing es conocido por su libro Endurance: Shackleton's Incredible Voyage (en español: Perseverancia: El increíble viaje de Shackleton), el relato de la fallida Expedición Imperial Transantártica liderada por Ernest Shackleton y su tripulación al Polo Sur en 1914. El libro lleva el nombre del barco utilizado por Shackleton, el Endurance, y se convirtió en un éxito de ventas cuando se publicó por primera vez en 1959. Mientras investigaba para la redacción del libro, Lansing habló con diez de los miembros supervivientes de la expedición y se le concedió acceso a diarios y notas personales de otros ocho sobrevivientes con el fin de obtener una visión más completa de la expedición. Mientras escribía Endurance, Lansing vivía en Sea Cliff, Long Island, con su esposa Bárbara y su hijo Angus.